# عملية إكوفيون
عملية إكوفيون أو عملية المكنسة (بالفرنسية: Opération Écouvillon)‏ هي عمليَّةٌ عسكريَّةٌ بين إسبانيا وفرنسا ضد جيش التحرير المغربي، شملت عددًا من مدن  كمدينة سيدي إفني، وطرفاية، والعيون، والسمارة. بوجدور غرضت إلى وضعِ حدٍّ لجيش التحرير المغربي الذي قادَ سلسلةً من المعارك ضد الإسبان.

يقول المؤرخ رحال بوبريك:

## خلفية
بعد استقلال المَغْرِب عَن فرنسا رسميا فِي 2 مارس 1956، وُقِّعت اتفاقية إعادة المناطق التي كانت تسيطر عَلَيْها إسبانيا شَمَال المَغْرِب فِي 7 أبريل سنة 1956، والَّذِي قضى باعتراف إسبانيا باستقلال المغرب الدبلوماسي والعسكري واحترام وحدة أراضيه وفقا للمعاهدات الدولية واتخاد الإجراءات اللازمة لتنفيذ ذلك.
إلا أن إسبانيا احتفظت بالساقية الحمراء ووادي الذهب وطرفاية وهو ما اعتبره جيش التحرير انتهاكا للاتفاقية.
وكَانَ الملك محمد الخامس فِي زيارة للولايات المتحدة الأمريكية مِن أجل حشد التأييد والدعم للثورة الجزائرية، عندما اندلعت الحرب المنسية أو انتفاضة الباعمرانيين فِي 23 نوفمبر 1957، وساندها جيش التحرير المَغْرِبي، لَا سيما وأنَّ مشاركته فِي هَذِهِ الانتفاضة، كانت مِن بَيْنَ العوامل التي أدت بالجيش الفرنسي إِلَى الدخول عَلَى الخط مِن أجل نجدة الإسبان وما يُعرف بعملية المكنسةسنة 1958 التي أصابت جيش التحرير الجنوبي فِي مقتل.

## أحداث
قام جيش التحرير المَغْرِبي بتنسيق مَعَ قَبَائِلِ أيت باعمران بالهُجوم عَلَى المراكز الإسبانيَّة بالمنطقة، واستولى المهاجمون المغاربة عَلَى 6 مراكز قرب سيدي إفني وكبدوا الجيش الإسباني خسائر هامة منها كتيبة يرأسها الملازم أورتيز الَّذِي سقط فِي ساحة القتال وأطلقت عليه إسبانيا لقب (شهيد الوطن). فنظمت حكومة إسبانيا خطة دفاعية مضادة، ونقلت جيشا إضافيا مِن جزر الكناري ثُمَّ أرسلت باخرتين حربيتين هما كانارياس ونيبتون اقتحمتا المياه اَلْإِقْلِيمية المَغْرِبيَّة وهددتا بقصف مدينة أكادير. فتحمل ولي العهد آنذاك (الأمير مولاي الحسن) مسؤولية الدفاع عَن المَغْرِب ضدَّ هُجوم أسباني محتمل، وأرسل إِلَى الجنوب فيالق عسكرية مِن القُوَّات المسلحة الملكية تمركزت عَلَى طول ساحل أكادير وفِي ضواحي سيدي إفني، ثُمَّ أعطى ولي العهد أوامره بإطلاق النار عَلَى كل طائرة حربية أسبانية أو أجنبية تخترق الأجواء المَغْرِبية.
استمر القتال فِي سيدي إفني، وأرسلت إسبانيا المزيد مِن القُوَّات والامدادات، ثُمَّ ظهرت فِي شواطئ أكادير 6 بوارج حربية أسبانية فوجهت القُوَّات المسلحة الملكية مدافعها نحو اَلْمُحِيط استعدادا للرد عَلَى أي هُجوم.

## نتائج
وفِي 7 دجنبر 1957م عبرت إسبانيا عَن رغبتها فِي فتح مفاوضات مَعَ المَغْرِب بعد أَنْ كانت تؤكد سابقا عزمها عَلَى مواصلة الحرب حتّى تحقق الحسم العسكري.
عرفت منطقة طَرْفَايَة مأساة إنسانية إبان الخمسينيات مِن القرن الماضي، حيثُ تحالف الجيش الإسباني والجيش الفرنسي لمهاجمة ساكنة المدينة منزوعة السلاح وَكَذَا لإجهاض كل أشكال تدخلات جيش التحرير الَّذِي دخل لتحرير اَلْمِنْطَقَة مِن الاستعمار الإسباني. كانت عملية إكوفيون، فِي يناير 1958، التي يسميها السُكَّان المحليون عام خبيط الطيايير أي سنة قصف الطائرات، إحدى العمليات العسكريَّة الكبيرة التي قامت بها القوات الفرنسية والإسبانية فِي شمال غرب أفريقيا، حيثُ شملت عددا مِن المُدن فِي الجنوب المَغْرِبي؛ كطَرْفَايَة والعيون والسمارة وإفني، بالإضافة إِلَى الداخلة وبعض المناطق المُجاورة لها، إذ تم توجيه عدد مِن الضربات لهَذِهِ المناطق مِن قِبل القُوَّات الفرنسية والإسبانيَّة، بعد أَنْ قررتا التحالف ضدَّ المقاومين الصحراويين وجيش التحرير. هَذِهِ العملية شملت، اَلْمِنْطَقَة المُمتدة مِن وادي الذهب جنوبا حتّى منطقة آيت باعمران شمالا، حيثُ أدى قصف الطائرات إِلَى اعتقَال عدد كَبِير مِن سُكَّان المنطقة، ونزوح عائلات وقَبَائِلِ بأكملها إِلَى الشمال، خاصة إِلَى مدينة كلميم.
أعطى فرانكو أوامره للجيش الإسباني أَنْ يجمَعَ قواته فِي سيدي إفني وأَنْ يتخلى عَن المراكز العسكريَّة الأُخرى لفائدة المقاتلين المغاربة الَّذِين سلموها فِي الحين للقوات المسلحة الملكية.
وفِي اليوم 22 مِن نفس الشهر انضم المَغْرِب إِلَى منظمة الأمم المتحدة، وفِي عام 1958 استرجع المَغْرِب إقليم طَرْفَايَة مِن الاحتلال الإسباني وتم إلغاء القانون الَّذِي تم بمقتضاه تدويل مدينة طنجة، فَفِي ربيع سنة 1958 استلم مدير شؤون الصحراء باسم الملك مدينة طَرْفَايَة مِن الحُكم العسكري الإسباني، وسلمت القيادة العسكريَّة للناحية إِلَى الجيش المَغْرِبي.